# Die Weltbühne
„Die Weltbühne” (pol. Scena Światowa) – niemiecki tygodnik polityczno-kulturalny, założony w Berlinie przez Siegfrieda Jacobsohna jako magazyn teatralny „Die Schaubühne” – pierwszy numer pisma ukazał się 7 września 1905. W 1913 spektrum tematyczne poszerzono o zagadnienia gospodarcze i polityczne, a 4 kwietnia 1918 pismo zostało przemianowane na „Die Weltbühne”. Po śmierci Jacobsohna w grudniu 1926 redaktorem naczelnym tygodnika został Kurt Tucholsky, który w maju 1927 przekazał prowadzenie pisma Carlowi von Ossietzky’emu. Po pożarze Reichstagu naziści wprowadzili zakaz wydawania „Die Weltbühne” – tygodnik ukazał się po raz ostatni 7 marca 1933. Pismo ukazywało się za granicą jako „Die neue Weltbühne” do 1939. Po zakończeniu II wojny światowej tygodnik był wydawany w Berlinie Wschodnim do 1993 pod oryginalną nazwą „Die Weltbühne”. Powstałe w 1997 pisma „Ossietzky” i „Das Blättchen” nawiązują do tradycji „Die Weltbühne”.
Wydawane w czerwonych okładkach „Die Weltbühne” uchodziło w okresie Republiki Weimarskiej za forum demokratycznej lewicy mieszczańskiej. Pomiędzy 1905 a 1933, obok Siegfrieda Jacobsohna, Kurta Tucholsky’ego i Carla von Ossietzky’ego, teksty dla „Die Weltbühne” pisało około 2500 autorów, prominentnych dziennikarzy i pisarzy, m.in. Lion Feuchtwanger, Moritz Heimann, Kurt Hiller, Erich Mühsam, Else Lasker-Schüler, Erich Kästner, Alfred Polgar, Carl Zuckmayer i Arnold Zweig. Do grona ścisłych współpracowników tygodnika należeli ponadto Rudolf Arnheim, Julius Bab, Erich Dombrowski, Axel Eggebrecht, Hellmut von Gerlach, Richard Lewinsohn, Fritz Sternberg i Heinrich Ströbel.
„Die Weltbühne” ukazywało się w niskim nakładzie – w okresie jego największej popularności wydawano około 15 tysięcy egzemplarzy. Pomimo to tygodnik był ważnym elementem na publicystycznej arenie ówczesnych Niemiec. Na jego łamach pisano o mordach kapturowych inicjowanych przez Czarną Reichswehrę, a także o prowadzeniu niezgodnych z traktatem wersalskim zbrojeń – co doprowadziło do tzw. procesu w sprawie pisma Weltbühne (niem. Weltbühne-Prozeß).

## Historia pisma

### „Die Schaubühne”

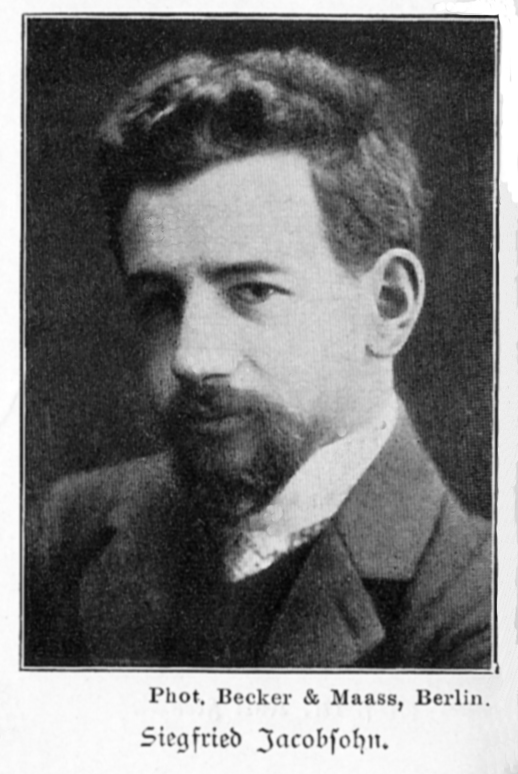
Siegfried Jacobsohn, 1902

Pismo „Die Schaubühne” zostało założone w wyniku afery plagiatowej, w którą uwikłany był krytyk teatralny Siegfried Jacobsohn. 12 listopada 1904 gazeta „Berliner Tageblatt” zwróciła uwagę na podobieństwa w opublikowanych wcześniej tekstach Jacobsohna i Alfreda Golda. Jacobsohn pracował wówczas jako krytyk teatralny dla gazety „Die Welt am Montag”, która zwolniła go z redakcji. Jacobsohn udał się w wielomiesięczną podróż po Europie przez Austrię i Włochy do Francji, a po powrocie do Berlina w 1905 podjął decyzję o założeniu własnego pisma o tematyce teatralnej. Zawiązał spółkę Schaubühne GmbH z Siegbertem Cohnem jako managerem. Pierwszy numer nowego pisma w czerwonych okładkach, których kolor nawiązywał do zaschniętej krwi (niem. geronnenes Herzblut), ukazał się 7 września 1905.

Okres pomiędzy aferą plagiatową a założeniem „Die Schaubühne” Jacobsohn opisał w wydanym w 1913 tekście pt. „Der Fall Jacobsohn”. Wydarzenia z 1904 opisał jako: 

Sztukę sensacji pierwszej klasy, dla której opłaciło się tygodniami obklejać berlińskie kolumny ogłoszeniowe ogromnymi plakatami głoszącymi: „zdemaskowanie Jacobsohna”, „Jacobsohn plagiator” czy „Śmierć Siegfrieda”.

 Tekst Jacobsohna zawierał również ustęp z zarysem jego przyszłej roli jako wydawcy i redaktora: 

Miło sobie myślę, budować co tydzień dom podług mojego gustu, który za każdym razem będzie mieć inną a jednak tę samą fizjonomię, pracować w stale nowym, ciągle wartościowym materiale ludzkim – reżyser sceny drukowanej.

### Lata 1905–1913: tygodnik teatralny
Z powodu trudności finansowych pismo zostało przejęte w styczniu 1906 przez wydawnictwo Oesterheld & Co., następnie w 1909 przez Erich Reiss Verlag, by od 1912 być ponownie wydawanym przez własny organ wydawniczy.
Pomiędzy 1905 a 1933 rokiem pismo przeszło metamorfozę od tygodnika teatralnego do polityczno-kulturalnego. Do 1913 pismo skupiało się wyłącznie na tematyce teatru. Do najważniejszych współpracowników tygodnika w pierwszej fazie jego działalności należeli krytycy teatralni Julius Bab, Willi Handl i Alfred Polgar, do których dołączyli pisarze Lion Feuchtwanger i Harry Kahn oraz krytyk teatralny Herbert Ihering. W listopadzie 1908 doszło do połączenia pisma Feuchtwangera „Der Spiegel” z „Die Schaubühne”.

### Lata 1913–1918: otwarcie na politykę

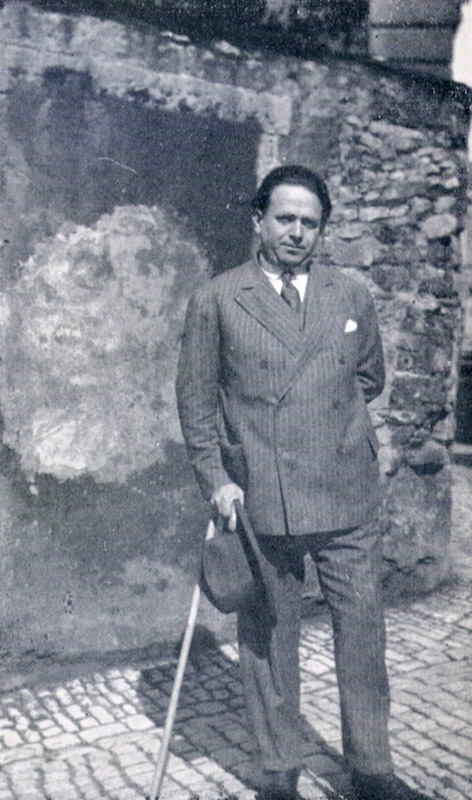
Kurt Tucholsky, Paryż, 1928

9 stycznia 1913 ukazał się na łamach „Die Schaubühne” tekst dwudziestotrzyletniego wówczas absolwenta prawa Kurta Tucholsky’ego. Już w pierwszym roku współpracy z pismem, Tucholsky stał się najważniejszym współpracownikiem Jacobsohna. Tucholsky pisał teksty pod wieloma pseudonimami, m.in. jako: Ignaz Wrobel, Theobald Tiger, Peter Panter czy Kaspar Hauser. Pod wpływem Tucholsky’ego zaczął zmieniać się kierunek pisma. Już w marcu 1913 powstała rubryka „Antworten”, w której udzielano odpowiedzi na prawdziwe lub wymyślone listy do redakcji. Jacobsohn wkrótce zdecydował się podjąć tematykę polityczną i gospodarczą. 25 września 1913 ukazał się artykuł prawnika Martina Friedlaendera, opublikowany pod pseudonimem Vindex, na temat struktur monopolowych w amerykańskim przemyśle tytoniowym.

Podczas I wojny światowej, pomimo rozmaitych trudności, pismo ukazywało się regularnie. Pod wpływem wydarzeń wojennych profil tygodnika stawał się coraz bardziej polityczny. Od sierpnia 1914 każdy numer otwierał główny artykuł o treści politycznej. W listopadzie 1915 dziennikarz Robert Breuer, piszący pod pseudonimem Cunctator, zainicjował serię krytycznych artykułów o polityce rządu i stanie państwa. 23 grudnia 1915 ukazał się tekst pt. „Die Krise des Kapitalismus”, zwieńczony stwierdzeniem, że: 

tylko międzynarodówka proletariacka może przezwyciężyć kryzys narodowego upiększonego kapitalizmu.

 Z powodu tego artykułu na „Die Schaubühne” nałożono zakaz publikacji. Jednak Jacobsohn doprowadził do kolejnego wydania, po uprzednim ocenzurowaniu tekstów. Breuer zmienił pseudonim na Germanicus w styczniu 1916 i rozpoczął walkę przeciwko żądaniom aneksyjnym wysuwanym przez Ligę Pangermańską (niem. Alldeutscher Verband). W 1916 Jacobsohn – pomimo tego, że sam po śmierci młodszego brata stał się zagorzałym pacyfistą – regularnie publikował ogłoszenia obligacji wojennych. Nie jest do tej pory wyjaśnione, czy były to ogłoszenia płatne, a przez co kluczowe dla egzystencji pisma. Postępowanie Jacobsohna zostało poddane ostrej krytyce przez Klausa Krausa.
Przeobrażenie pisma w tygodnik polityczno-kulturalny zostało przypieczętowane zmianą jego nazwy – 4 kwietnia 1918 „Die Schaubühne” przemianowano na „Die Weltbühne”.

### Lata 1918–1926: rewolucja listopadowa i okres republiki
Po początkowych sukcesach niemieckiej ofensywy wiosennej w 1918 Robert Breuer zmienił swoje dotychczasowe negatywne nastawienie wobec aneksji i również w innych kwestiach reprezentował linię tygodnika. Jednak różnice pomiędzy Breuerem, sympatykiem większościowych socjaldemokratów (niem. Mehrheitssozialdemokratische Partei Deutschlands, MSPD), a Jacobsohnem, który coraz bardziej zbliżał się do Niezależnej Socjaldemokratycznej Partii Niemiec (niem. Unabhängige Sozialdemokratische Partei Deutschlands, USPD), doprowadziły w końcu do zakończenia ich współpracy. Podczas rewolucji listopadowej pismo nie poddało się wpływom partyjnym. W okresie od marca 1919 do października 1920 wiodące artykuły polityczne pisał socjaldemokrata Heinrich Ströbel.
21 listopada 1918 Jacobsohn opublikował program Rady Pracowników Umysłowych (niem. Rat geistiger Arbeiter), do której on sam krótko należał, a z której odszedł, by nie tracić czasu niezbędnego do pracy redakcyjnej. Już wkrótce „Die Weltbühne” zajęła się tematem współpracy socjaldemokracji i armii, a także kwestią niewystarczającego oczyszczenia struktur sądowych i administracyjnych ze zwolenników monarchii i urzędników o poglądach antyrepublikańskich.

W marcu 1919 Tucholsky bronił się w tekście programowym pt. „Wir Negativen” przed zarzutem niezbyt pozytywnego nastawienia do republiki: 

Nie możemy powiedzieć „tak” narodowi, który, jeszcze dzisiaj, ma konstytucję, która, gdyby wojna szczęśliwym trafem dobrze się zakończyła, dałaby podstawy, by obawiać się najgorszego. Nie możemy powiedzieć „tak” państwu, które opętane jest zbiorowością i gdzie korporacja stoi ponad jednostką.

 W 1924 Tucholsky wyjechał jako korespondent tygodnika i gazety Vossische Zeitung do Paryża.
W kolejnych latach „Die Weltbühne” obrała kurs antymilitarny i pacyfistyczny, domagała się twardej reakcji republiki na liczne morderstwa polityczne i naciskała także w okresie okupacji zagłębia Ruhry w 1923 na wypełnienie postanowień traktatu wersalskiego. Na łamach tygodnika pisano o mordach kapturowych inicjowanych przez Czarną Reichswehrę. Jocobsohn, jako wydawca pisma, zdawał sobie sprawę z grożącego mu niebezpieczeństwa związanego z podjęciem tematyki tego typu. Mimo to, zdecydował o opublikowaniu wspomnień dawnego członka Czarnej Reichswehry Carla Mertensa, które ukazywały się pod pseudonimem w odcinkach od 16 sierpnia 1925. Teksty Mertensa przyczyniły się do wszczęcia śledztwa w sprawie opisywanych przez niego mordów.
W 1926 do redakcji „Die Weltbühne” przeszedł z tygodnika „Das Tage-Buch” publicysta Carl von Ossietzky.

### Lata 1927–1933: opozycja wobec nazistów

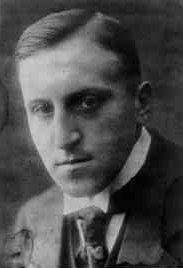
Carl von Ossietzky, ok. 1915

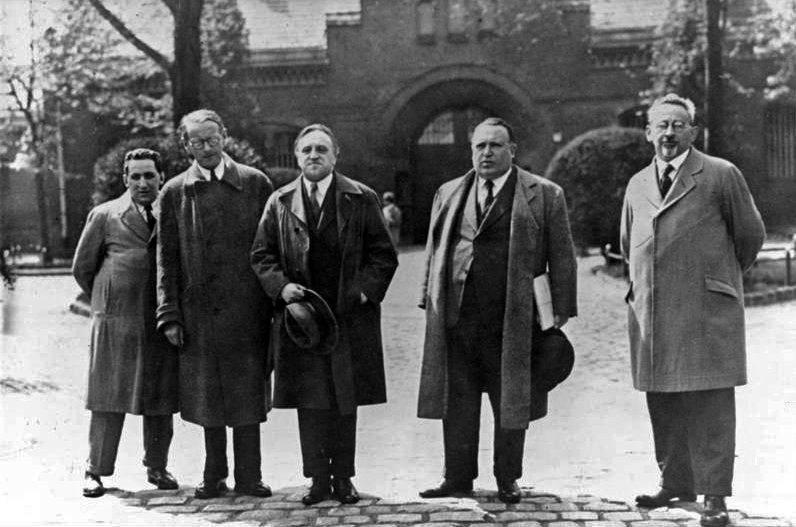
Kurt Grossmann, Rudolf Olden, Carl von Ossietzky, Alfred Apfel, Kurt Rosenfeld przed więzieniem w berlińskiej dzielnicy Tegel

Po nagłej śmierci Jacobsohna w grudniu 1926, Tucholsky zrezygnował z pozycji korespondenta w Paryżu i wrócił do Berlina, gdzie objął stanowisko wydawcy „Die Weltbühne”. Jednak szybko okazało się, że praca ta mu nie w pełni odpowiadała. W maju 1927 redaktorem naczelnym pisma i wkrótce także jego wydawcą został Carl von Ossietzky, który kontynuował kierunek nadany tygodnikowi przez Jacobsohna.

Z listów Tucholsky’ego do jego drugiej żony Mary Gerold wynika, że Tucholsky nie był zadowolony z pracy swojego następcy. Tucholsky pisał: 

Oss nie udziela żadnych odpowiedzi – niczego nie podejmuje – i z pewnością nie z powodu złośliwości, lecz z lenistwa (14 sierpnia 1927)

Oss oddalił się. Mam silne wrażenie, że przeszkadzam. On mnie nie lubi i ja jego też już nie. Nie szanuje mnie w sprawach najważniejszych. Dostanie w twarz (20 stycznia 1928)

Oss jest beznadziejnym przypadkiem – nawet nie wie, jak nudnie wszystko robi. Jest leniwy i niekompetentny (25 sierpnia 1929)

 Dopiero w kolejnych latach obydwaj zbliżyli się do siebie zarówno pod względem wyznawanych podglądów, jak i prywatnie. W maju 1932 Tucholsky przyznał, że Ossietzky był „potężnym motorem” (niem. gewaltiger Auftrieb) pisma. Ossietzky, jako wydawca „Die Weltbühne”, stał się jednym z najbardziej wpływowych publicystów Republiki Weimarskiej, publikując artykuły, w których krytykował politykę partii u władzy. Na początku lat 30. nakład tygodnika wyniósł 15 tysięcy egzemplarzy.

Z powodu antymilitarnego i pacyfistycznego charakteru tekstów redakcja „Die Weltbühne” często popadała w konflikty z ministerstwem Reichswehry (niem. Reichswehrministerium). Najbardziej znaczący zakończył się w 1931 tzw. procesem w sprawie pisma „Weltbühne” (niem. Weltbühne-Prozess). 12 marca 1929 Walter Kreiser opublikował na łamach pisma artykuł pt. „Windiges aus der deutschen Luftfahrt”, odsłaniający powiązania Reichswehry z przemysłem lotniczym. Kreiser, piszący pod pseudonimem jako Heinz Jäger, zarzucił przywódcom Reichswehry łamanie postanowień traktatu wersalskiego. Reichswehra miała w tajemnicy rozwijać siły powietrzne (niem. Luftwaffe). Pomimo tego, że Kreiser opierał się na informacjach z ogólnodostępnego protokołu z 312. posiedzenia komisji budżetowej, prokurator generalny Rzeszy wszczął postępowanie w sprawie zdrady stanu i złamania tajemnicy wojskowej. W marcu 1931 przed sądem stanęli wydawca pisma „Die Weltbühne” Carl von Ossietzky oraz Walter Kreiser. Ich obrony podjęli się Kurt Rosenfeld, Max Alsberg, Alfred Apfel oraz Rudolf Olden. Proces zakończył się skazaniem von Ossietzky’ego i Kreisa na 18 miesięcy więzienia za zdradę tajemnicy wojskowej. 10 maja 1932 von Ossietzky stawił się do więzienia w berlińskiej dzielnicy Tegel, polityczne kierownictwo pisma objął Hellmut von Gerlach, a redaktorem naczelnym został Walther Karsch. 1 lipca 1932 von Ossietzky został uniewinniony w procesie w sprawie stwierdzenia Tucholsky’ego „żołnierze są mordercami” (niem. Soldaten sind Mörder). 4 sierpnia 1931 na łamach „Die Weltbühne” ukazał się artykuł Tucholsky’ego (opublikowany pod pseudonimem Ignaz Wrobel) pt. „Der bewachte Kriegsschauplatz”, w którym Tucholsky pisał: 

Przez cztery lata istniały całe mile kwadratowe w tym kraju, gdzie morderstwo było obligatoryjne, podczas gdy na terenach oddalonych o pół godziny było ściśle zabronione. Powiedziałem: morderstwo? Naturalnie morderstwo. Żołnierze są mordercami.

 Minister Reichswehry Wilhelm Groener oskarżył von Ossietzky’ego o obrazę Reichswehry, jednak sąd go uniewinnił, argumentując, że słowa te nie były skierowane do konkretnych osób, a nieokreślonej zbiorowości obrazić nie można. Von Ossietzky został przedterminowo zwolniony z więzienia dzięki amnestii z okazji świąt Bożego Narodzenia.
Po pożarze Reichstagu, jeszcze 28 lutego Rząd Rzeszy przyjął, a Prezydent Rzeszy Paul von Hindenburg wydał w trybie art. 48 konstytucji Republiki Weimarskiej dekret: Zum Schutz von Volk und Staat (pol. „O ochronie narodu i państwa”), który „czasowo” zawieszał prawa obywatelskie (niem. Grundrechte) gwarantowane przez konstytucję weimarską z 1919 r. Policja i jej oddziały pomocnicze (SA) otrzymały prawo aresztowania bez podania przyczyny oraz odmowy ochrony prawnej podejrzanym. Tego samego dnia aresztowano von Ossietzky’ego, Heinza Pola i Ericha Mühsama, niedługo później do więzienia trafili Kurt Hiller i Axel Eggebrecht, pozostałym współpracownikom „Die Weltbühne” udało się uciec za granicę. Jeszcze tej samej nocy, 28 lutego 1933, Hermann Göring, sprawujący wówczas funkcję komisarycznego ministra spraw wewnętrznych Prus – największego kraju związkowego Rzeszy, wprowadził zakaz wydawania prasy komunistycznej i socjaldemokratycznej. Po ucieczce Hellmuta von Gerlacha przez Austrię do Francji, kierownictwo „Die Weltbühne” przejął Walther Karsch. Zaplanowane na 14 marca wydanie „Die Weltbühne” zostało wprawdzie wydrukowane, jednak już go nie rozwieziono do sprzedaży. Ostatni numer tygodnika ukazał się 7 marca 1933.
W 1933 wielu ludzi związanych z „Die Weltbühne” znalazło się pośród pierwszych 33 osób, którym naziści odebrali obywatelstwo niemieckie na mocy ustawy o odwołaniu nadania obywatelstwa i odebrania obywatelstwa niemieckiego (niem. Gesetz über den Widerruf von Einbürgerungen und die Aberkennung der deutschen Staatsangehörigkeit). Obywatelstwo niemieckie utracili wówczas Kurt Tucholsky, Lion Feuchtwanger, Ernst Toller, Hellmut von Gerlach, Berthold Jacob i Alfred Apfel.

### Lata 1933–1939: „Die neue Weltbühne”
Wydawnictwo „Die Weltbühne” było przygotowane na zakaz publikacji pisma na terenie Niemiec – otwarto redakcję w Wiedniu. Jeszcze 29 września 1932 ukazało się w Wiedniu wydanie „Die Wiener Weltbühne”. Wiedeńską redakcją kierował dziennikarz Willi Siegmund Schlamm, uczeń Karla Krausa i Lwa Trockiego. Kierunek pisma pod kierownictwem Schlamma zaciążył w stronę trockizmu, krytykowano partie na wygnaniu,
Komunistyczną Partię Niemiec (niem. Kommunistische Partei Deutschlands, KPD) i Socjaldemokratyczną Partię Niemiec (niem. Sozialdemokratische Partei Deutschlands, SPD). Schlamm popadł w konflikt z wdową po Jacobsohnie, Edith, która odziedziczyła po mężu wydawnictwo i stawiała wysokie żądania finansowe. Konflikt ten wykorzystał Hermann Budzislawski, który objął kierownictwo pisma, nadając mu bardziej optymistyczny ton – minimalizując sukcesy nazistów.
Jednocześnie sytuacja w Austrii była coraz mniej stabilna – kanclerz Austrii Engelbert Dollfuß wykorzystał sytuację po stwierdzeniu nieprawidłowości przy głosowaniu parlamentu w sprawie strajku kolejarzy i dymisji trzech prezydentów Zgromadzenia Narodowego i rozpędził austriacki parlament (niem. Selbstausschaltung des Parlaments). Siedziba wiedeńskiej redakcji „Die Weltbühne” została przeniesiona do Pragi, gdzie pierwsze wydanie pisma ukazało się 6 kwietnia 1933. Tygodnik zmienił wówczas nazwę na „Die neue Weltbühne”. W lipcu 1934 zadłużona Edith Jacobsohn sprzedała pismo. W marcu 1936 Budzislawski, po uzyskaniu pomocy finansowej, zdołał przejąć kontrolę nad pismem. Budzislawski realizował linię pro-moskiewską i popierał utworzenie Frontu Ludowego (niem. Volksfront) pomiędzy komunistami i socjaldemokratami.
W obliczu narastającego zagrożenia, siedziba redakcji została znowu przeniesiona, tym razem do Paryża, gdzie kolejne wydanie ukazało się 23 lipca 1938. Po zawarciu paktu Ribbentrop-Mołotow pomiędzy III Rzeszą i Związkiem Socjalistycznych Republik Radzieckich z 23 sierpnia 1939, we Francji doszło do aresztowań komunistów. 31 sierpnia 1938 ukazał się ostatni numer „Die neue Weltbühne”, a Budzislawski – zszokowany polityką Sowietów – został internowany.

### Lata 1945–1993: organ prasowy partii komunistycznej
Po 1945 wdowa po Ossietzky’m – Maud i wydawca Hans Leonard próbowali wskrzesić pismo w 1946, jednak w brytyjskiej strefie okupacyjnej nie otrzymali licencji. Przebywający na emigracji w USA, Budzislawski oraz syn Siegfrieda Jacobsohna, Peter Jacobsohn rościli sobie prawa do tygodnika.
Pismo zaczęło ukazywać się w Berlinie Wschodnim, początkowo jako dwutygodnik, a od 1948 jako tygodnik. W pierwszym numerze wschodnioniemieckiego „Die Weltbühne” ukazały się teksty: Ericha Kästnera, Herberta Iheringa, Axela Eggebrechta, Wolfganga Haricha, Ericha Weinerta, Günthera Weisenborna, Paula Merkera, Egona Erwina Kischa, Fritza Erpenbecka, Liona Feuchtwangera, Alfreda Kantorowicza i Wolfganga Leonharda.
Z początku pismo było finansowane przez KPD, a po powstaniu NRD kontrolę nad tygodnikiem przejęła Socjalistyczna Partia Jedności Niemiec (niem. Sozialistische Einheitspartei Deutschlands, SED). W latach 1967–1971 na stanowisko wydawcy i redaktora naczelnego powrócił Budzislawski. Od grudnia 1989 do lipca 1993 pismem kierował Helmut Reinhardt. Tygodnik musiał zostać zamknięty, m.in. z powodu roszczeń wysuniętych przez Petera Jacobsohna do tytułu „Die Weltbühne”. Bernd F. Lunkewitz, od 1992 właściciel wydawnictwa Aufbau-Verlag i „Die Weltbühne”, po nieudanych próbach polubownego załatwienia sporu z Jacobsohnem, zamknął pismo 6 lipca 1993.

### Dwie próby wskrzeszenia „Die Weltbühne”
W 1997 podjęto dwie równoległe próby wskrzeszenia pisma, w Hanowerze i w Berlinie. Starania w Berlinie prowadzili dwaj publicyści: historyk Jörn Schütrumpf i dziennikarz Ulrich Backmann, którzy założyli pismo w tradycji dawnego „Die Weltbühne” o nazwie „Das Blättchen (Zweiwochenschrift für Kultur Politik Wirtschaft)”. Kilka miesięcy później w Hanowerze Eckhardt Spoo założył dwutygodnik „Ossietzky”.

## Reprinty
- Die Schaubühne. Reprint roczników 1905–1918. Athenäum Verlag, Königstein/Ts. 1978–1980.
- Die Weltbühne. Reprint roczników 1918–1933. Athenäum Verlag, Königstein/Ts. 1978.
- Die Wiener Weltbühne. Reprint oryginalnego wydania pierwszego rocznika 1932.
- Die neue Weltbühne. Reprint oryginalnego wydania drugiego rocznika wiedeńskiej Weltbühne, pierwsze półrocze 1933.
- Die neue Weltbühne. Reprint oryginalnego wydania Prag/Paris 4/1933–8/1939. München/London/New York/Paris 1992.

## Korespondencja redakcyjna
- Dietger Pforte (wyd.): Farbige weithin sichtbare Signalzeichen. Der Briefwechsel zwischen Carl von Ossietzky und Kurt Tucholsky aus dem Jahr 1932. Berlin: Akademie der Künste, 1985. ISBN 3-88331-942-2. (niem.). Brak numerów stron w książce
- Richard von Soldenhoff (wyd.): Siegfried Jacobsohn. „der beste Brotherr dem schlechtesten Mitarbeiter”. Briefe an Kurt Tucholsky 1915-1926. München/Hamburg: 1989. ISBN 3-8135-1758-6. (niem.). Brak numerów stron w książce

## Literatura dodatkowa
- Joachim Bergmann: Die Schaubühne – Die Weltbühne 1905–1933, Bibliographie und Register mit Annotationen. München: Saur, 1991. ISBN 3-598-10831-1. Brak numerów stron w książce
- Istvan Deak: Weimar Germany’s Left-Wing Intellectuals. A Political History of the Weltbühne and its Circle. Los Angeles: Berkley, 1968. (ang.). Brak numerów stron w książce
- Alf Enseling: Die Weltbühne, Organ der intellektuellen Linken. Münster: Fahle, 1962. (niem.). Brak numerów stron w książce
- Friedhelm Greis, Stefanie Oswalt (wyd.): Aus Teutschland Deutschland machen. Ein politisches Lesebuch zur “Weltbühne”. Berlin: Lukas Verlag, 2008. ISBN 978-3-86732-026-9. (niem.). Brak numerów stron w książce
- W.B. van der Grijn Santen: Die Weltbühne und das Judentum, eine Studie über das Verhältnis der Wochenschrift Die Weltbühne zum Judentum, hauptsächlich die Jahre 1918 – 1926 betreffend. Würzburg: Königshausen und Neumann, 1994. ISBN 3-88479-953-3. (niem.). Brak numerów stron w książce
- Heidemarie Hecht: Von der „Schaubühne” zur „Weltbühne”. Der Entstehungsprozeß einer politischen Zeitschrift (rozprawa doktorska). Jena: 1991. (niem.). Brak numerów stron w książce
- Philipp Heyde. „Die Weltbühne”: Ein kleines, radikales Zorn- und Lustbrevier. „Damals”. 5.1993. s. 64–68. (niem.).
- Elmar Holly: Die Weltbühne 1918–1933: ein Register sämtlicher Autoren und Beiträge. Berlin: 1989. ISBN 3-7678-0749-1. (niem.). Brak numerów stron w książce
- Dieter Lang: Staat, Recht und Justiz im Kommentar der Zeitschrift Die Weltbühne. Frankfurt am Main: Lang, 1996. ISBN 3-631-30376-9. (niem.). Brak numerów stron w książce
- Ursula Madrasch-Groschopp: Die Weltbühne. Porträt einer Zeitschrift. Berlin: Buchverlag Der Morgen, 1983. (niem.). Brak numerów stron w książce
- Gunther Nickel: Die Schaubühne – Die Weltbühne, Siegfried Jacobsohns Wochenschrift und ihr ästhetisches Programm. Opladen: Westdeutscher Verlag, 1996. ISBN 3-531-12810-8. (niem.). Brak numerów stron w książce
- Stefanie Oswalt: Siegfried Jacobsohn. Ein Leben für die Weltbühne. Gerlingen: Bleicher Verlag, 2001. ISBN 3-88350-665-6. (niem.). Brak numerów stron w książce
- Stefanie Oswalt (wyd.): Die Weltbühne, zur Tradition und Kontinuität demokratischer Publizistik. St. Ingbert: Röhrig, 2003. ISBN 3-86110-336-2. (niem.). Brak numerów stron w książce
- Peter Queckbörner: „Zwischen Irrsinn und Verzweiflung”. Zum erweiterten Kulturbegriff der Zeitschrift Die Schaubühne/Die Weltbühne im Ersten Weltkrieg. Frankfurt am Main: Lang, 2000. ISBN 3-631-35701-X. (niem.). Brak numerów stron w książce
- Elke Suhr: Zwei Wege, ein Ziel – Tucholsky, Ossietzky und Die Weltbühne. München: Weisman, 1986. ISBN 3-88897-026-1. (niem.). Brak numerów stron w książce
- Toralf Teuber: Ein Stratege im Exil. Hermann Budzislawski und „Die neue Weltbühne“. Frankfurt am Main: Lang, 2004. ISBN 3-631-52742-X. (niem.). Brak numerów stron w książce